# Елшибек (озеро)
Елшибек (каз. Елшібек) — озеро в Фёдоровском районе Казахстана. Находится в 3 км к западу от села Малороссийка, ранее совхоз Украинский.
По данным топографической съёмки 1944 года, площадь поверхности озера составляет 1,44 км². Наибольшая длина озера — 1,8 км, наибольшая ширина — 1 км. Длина береговой линии составляет 4,7 км, развитие береговой линии — 1,1. Озеро расположено на высоте 210,9 м над уровнем моря.